# Roxana Zúñiga
Roxana Zúñiga Quesada (n. Guadalupe, San José, 24 de marzo de 1956) es una destacada periodista costarricense, actual directora del espacio noticiero de Noticias Repretel de Canal 6.

## Carrera
Comienza en Radio Periódicos Reloj al lado del periodista Rolando Ángulo, posteriormente trabajó como redactora y editora en La Nación, directora de la Revista Rumbo y Periódico Al Día donde fue Subdirectora por 5 años. 
Se desempeñó como directora regional de la firma televisiva Repretel. Directora del telenoticiero Noticias Repretel en San José.

## Estudios
Estudió en la Escuela Corazón de María, su época de colegio en el Liceo Napoleón Quesada, ambos en Guadalupe, y e hizo sus estudios universitarios en la Universidad de Costa Rica que era en ese momento, la única que impartía Periodismo y donde se graduó de la profesión.

## Premios
Fue acreedora del Premio Nacional de Periodismo Pío Víquez en 1992 y 2005, el primero cuando estaba en la Revista Rumbo y el otro por estar en la Dirección de Noticias Repretel.